# Bender trolibuszvonal-hálózata
Bender trolibuszvonal-hálózata egy 9 vonalból álló trolibuszvonal-hálózat, amely Moldovában található.

## Története
Bender városában 1993 júniusában indult el az első trolibuszjárat, amely Tiraszpolt kötötte össze a várossal. A vonal elindulása után azonnal megkezdődött a helyi hálózat kiépítése. 1995-ben nyílt meg a Benderi trolibuszgarázs és az első 1-es számot viselő trolibusz vonal. A hálózat további két vonallal bővült 1998-ban, majd 2000 és 2008 között három lépésben fejlesztették tovább két új vonallal, valamint a 2-es vonalat meghosszabbították.

## Járművek
- 28 db – ZiU-9

- 5 db – VMZ-5298.01

- 2 db – AKSM 100

- 1 db – MAZ-203T20[2]

## Vonalak
- 1: Lazo utca – Szolnecsnyij-lakótelep

- 1A: Lazo utca – Szolnecsnyij-lakótelep

- 2: Lazo utca –  Shelkovij lakótelep

- 3: Lazo utca – Leninszkij lakótelep

- 4: Lazo utca (körjárat)

- 5: Lazo utca (körjárat)

- 5A: Lazo utca (körjárat)

- 19: Lazo utca – Köztársasági kórház (Tiraszpol)

- 19A: Lazo utca – Köztársasági kórház (Tiraszpol)